# Legión de los No-Vivos
La Legión de los No-Vivos son cinco grupos de personajes de ficción que aparecen en cómics estadounidenses publicados por Marvel Comics.

## Historial de publicaciones
Las cinco versiones aparecen por primera vez en Avengers # 131 (enero de 1975);Avengers Annual # 16 (diciembre de 1987); Avengers West Coast # 61 (agosto de 1990); Avengers # 353 (Sep. 1992) y Avengers vol. 3, n.º 10 (noviembre de 1998), respectivamente. Los grupos fueron creados por Steve Englehart y Sal Buscema; Tom DeFalco y varios artistas; Roy Thomas y Daniel Bulanadi; Len Kaminski y Chris Eliopoulos y Kurt Busiek y George Pérez.

## Biografía

### Legión de los No-Vivos I
La Legión original aparece durante la historia de Madonna celestial en los títulos Avengers y Avengers de tamaño gigante, habiendo sido convocado desde el tiempo por el villano Kang el Conquistador (por sugerencia de su futuro yo Immortus) para matar al equipo de superhéroes. Como su nombre lo indica, los miembros de la Legión eran todos personajes establecidos como fallecidos en la continuidad de Marvel, siendo sacados del tiempo un momento antes de su muerte. Aunque parcialmente exitoso en su misión (la Antorcha Humana original mata a Iron Man y la Visión está herido), la Legión se libera del control de Kang y ayuda a los Vengadores. Kang huye cuando se enfrenta al dios del Trueno, Thor, con Immortus reviviendo Iron Man y sanando la Visión y devolviendo a la Legión a sus respectivas épocas. Solo se permite que el Androide Antorcha Humana permanezca, ya que se revela que el personaje es, de hecho, la Visión, años antes de ser modificado por el robot Ultron.

### Legión de los No-Vivos II
La segunda versión de la Legión se ofrece en una anual de Vengadores, en la que el Anciano del Universo del Gran Maestro, usurpa el poder de la entidad Muerte. Con la intención de destruir el universo -mediante seis bombas- y recrearlo con sus compañeros Ancianos, el Gran Maestro decide eliminar a los oponentes Los Vengadores (incluyendo los Vengadores de la Costa Oeste) haciendo que el Viejo Anciano el Coleccionista traiga a los héroes (y aliado el Silver Surfer) a el Reino de la Muerte para luchar contra la Legión de los No-Vivos. Una batalla a la muerte sigue, y cuando Thor observa compañero asgardiano, el Verdugo actúa deshonestamente. Se da cuenta de que la Legión es en realidad solo copias de los seres originales, menos sus personalidades. Casi todos los Vengadores son asesinados deteniendo a la Legión y desactivando las bombas, sobreviviendo solo el Capitán América y Hawkeye. El Gran Maestro luego propone otra competencia y agrega a los héroes caídos a la Legión, hasta que Hawkeye los engaña en un juego de azar. Perder el juego desorienta al Gran Maestro y la muerte se libera, con la entidad desterrando a todos los Ancianos de su reino, devolviendo la vida a todos los héroes y luego devolviéndolos a la Tierra.

### Legión de los No-Vivos III
La tercera versión de la Legión aparece en el título Avengers West Coast, y se crea recurriendo al enemigo de los vengadores Immortus. Tratando de usar a la Bruja Escarlata como un punto de enlace desde el cual controlar todo el tiempo, Immortus convoca a la Legión para retrasar a los Vengadores que persiguen, aunque son casi totalmente derrotados por los héroes. Immortus mismo es juzgado por las entidades Time Keepers y forzado a convertirse en el nexo mismo.

### Legión de los No-Vivos IV
Una cuarta versión aparece en el título Avengers, con los espíritus de los villanos convocados y colocados en los cuerpos de civiles muertos, efectivamente zombis, por el enemigo de los Vengadores, Segador (facultada por un demonio llamado Lloigoroth) que cree erróneamente que los Vengadores lo asesinaron. Cuando el personaje se enfrenta a la Visión y se ve obligado a aceptar que realmente se suicidó, la Legión se rebela. Segador entra en pánico y es atacado y aparentemente consumido por Lloigoroth, con los espíritus de la Legión partiendo de los cadáveres.

### Legión de los No-Vivos V
La quinta versión de la Legión aparece en el tercer volumen del título Avengers, con el espíritu de retorno del Segador que corrompe a su hermano Hombre Maravilla y lo utiliza para convocar a los antiguos Vengadores que murieron en la batalla. La Bruja Escarlata, sin embargo, usa su amor por el Hombre Maravilla para liberarlo del estado de limbo en el que estaba su forma iónica, liberándolo así del control del Segador. Hombre Maravilla es capaz de restaurar al Segador a una forma física. El villano humilde renuncia al control de la Legión, y los héroes muertos hablan a sus camaradas por última vez antes de morir una vez más.

### Legión VI
El coronel Shadow crea una nueva Legión en su guerra civil de vampiros, entre cuyos miembros se encuentra un vampiro parecido a un murciélago llamado Carpathian, Baronesa Sangre, Niño Cosa, Rat Bomber, Snowsnake y su perro Sarge.